# 椎名長常
椎名 長常（しいな ながつね、生没年不詳）は、戦国時代の武将。越中の国人で新川郡又守護代。弾正左衛門尉。
長常は大永から弘治年間の椎名氏当主である。長常の前後に椎名氏の当主であった椎名慶胤・椎名康胤との続柄は不明確だが、一説には慶胤の兄弟で、康胤の叔父にあたると考えられている。なお、諱の「長」の字は越中守護・畠山稙長から偏諱を賜ったものとみられる。
これより前、慶胤は畠山氏からの独立を図った永正17年（1520年）の神保慶宗の乱に加担して敗北し、椎名氏は越後の長尾為景に服属していた。椎名氏はこれにより新川郡守護代職を長尾氏に奪われたが、長常は為景から越中新川郡の統治を任された。為景の死後、後ろ盾を失った長常の勢力は衰退し、越中大乱で神保長職（慶宗の後継者）と争い没落した。
長常の没年は不詳だが、まもなくして康胤が椎名氏の家督を継ぐこととなり、能登畠山氏や、為景の子である上杉謙信という後ろ盾を得ながら、長職と抗争していくこととなる。